# Jeorjos Awerof
Jeorjos M. Awerof (gr. Γεώργιος Αβέρωφ; ur. 15 sierpnia 1815 w Metsowie, zm. 5 lipca 1899 w Aleksandrii) – grecki kupiec, przemysłowiec, działacz społeczny i filantrop. 
Na prośbę księcia Konstantyna sfinansował renowację stadionu Panateńskiego na Igrzyska I Olimpiady. Jego imię nosi grecki krążownik pancerny G. Awerof, w swoim czasie okręt flagowy greckiej marynarki wojennej. Został pochowany na Pierwszym cmentarzu w Atenach.

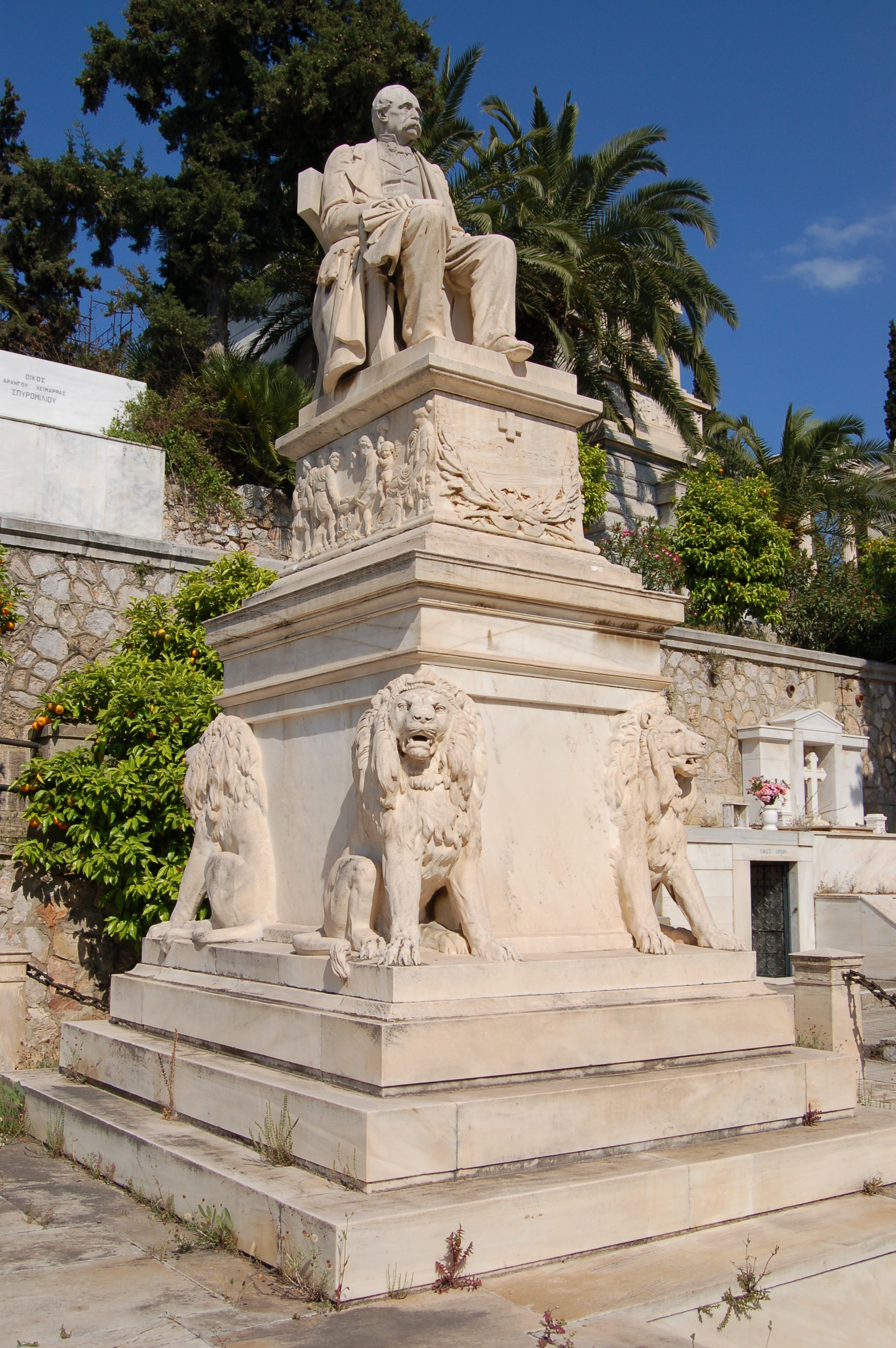
Grób Jeorjosa Awerofa na Pierwszym cmentarzu w Atenach